# 蒙古兀儿
蒙古兀儿（蒙古语转写：Möngke'ür，羅馬化：Mungkūr，见《史集》），失主兀惕（昔只兀惕）氏，是13世纪初蒙古帝国的千户长之一。1206年，蒙古兀儿率领的千户被分封给成吉思汗长子术赤，成为术赤钦察汗国的基础。
蒙古兀儿的事迹记载甚少，其出身及效力成吉思汗的经历均不详。他在1206年蒙古帝国建国时，被成吉思汗任命为95名千户长之一，《元朝秘史》功臣表中位列第39位。成吉思汗将格尼格思部忽难的千户、失主兀惕部蒙古兀儿的千户、许兀慎部客帖的千户、阿儿剌部拜忽的千户，共四个千户分封给长子术赤，这四个千户构成了术赤汗国的雏形。术赤去世后，其麾下四千户被分为两部分：蒙古兀儿与拜忽的两千户由拔都继承，忽难与旭失台（客帖）的两千户由斡儿答继承。据《史集》记载，蒙古兀儿掌管“拔都军队的左翼”，拜忽掌管“拔都军队的右翼”。此外，蒙古兀儿的子孙切彻儿客思因效力于拔都的子孙脱脱而闻名。
《元朝秘史》称失主兀惕部源自篾年土敦的末子纳臣·把阿秃儿之子失主兀歹，而《史集》与《南村辍耕录》则认为该部起源于海都汗之子抄真·旭古儿。伯希和指出，“失主兀惕”这一名称可能是汉语“刺史”在蒙古语中的讹变。在蒙古帝国中，失主兀惕部以蒙古兀儿一族最为知名。失主兀惕部在伊儿汗国的影响力极小。